# Pseudocercospora deightonii
Pseudocercospora deightonii är en svampart som beskrevs av Minter 1980. Pseudocercospora deightonii ingår i släktet Pseudocercospora och familjen Mycosphaerellaceae.   Inga underarter finns listade i Catalogue of Life.